# Ungdomsfängelse i Sverige
Ungdomsfängelse var i Sverige en form av fängelse för ungdomar. Strafformen utdömdes första gången 1938, och avskaffades 1979.
Idag finns andra särskilda påföljder för ungdomar som ungdomsvård, sluten ungdomsvård och ungdomstjänst. Dessa bedrivs av SiS.